# Отісвілл (Мічиган)
Отісвілл (англ. Otisville) — селище (англ. village) в США, в окрузі Дженесі штату Мічиган. Населення — 819 осіб (2020).

## Географія
Отісвілл розташований за координатами 43°9′55″ пн. ш. 83°31′31″ зх. д. / 43.16528° пн. ш. 83.52528° зх. д. (43.165326, -83.525305).  За даними Бюро перепису населення США в 2010 році селище мало площу 2,52 км², з яких 2,28 км² — суходіл та 0,24 км² — водойми.

## Демографія
Згідно з переписом 2010 року, у селищі мешкали 864 особи в 342 домогосподарствах у складі 225 родин. Густота населення становила 342 особи/км².  Було 379 помешкань (150/км²).
Расовий склад населення:
| - 97,8 % — білих - 0,5 % — корінних американців - 0,5 % — чорних або афроамериканців - 0,1 % — азіатів |

До двох чи більше рас належало 1,0 %. Частка іспаномовних становила 1,2 % від усіх жителів.
За віковим діапазоном населення розподілялося таким чином: 27,3 % — особи молодші 18 років, 59,5 % — особи у віці 18—64 років, 13,2 % — особи у віці 65 років та старші. Медіана віку мешканця становила 36,9 року. На 100 осіб жіночої статі у селищі припадало 98,6 чоловіків;  на 100 жінок у віці від 18 років та старших — 92,6 чоловіків також старших 18 років.
Середній дохід на одне домашнє господарство  становив 41 562 долари США (медіана — 33 871), а середній дохід на одну сім'ю — 44 390 доларів (медіана — 35 972). Медіана доходів становила 47 917 доларів для чоловіків та 26 100 доларів для жінок. За межею бідності перебувало 16,8 % осіб, у тому числі 17,1 % дітей у віці до 18 років та 12,0 % осіб у віці 65 років та старших.
Цивільне працевлаштоване населення становило 366 осіб. Основні галузі зайнятості: освіта, охорона здоров'я та соціальна допомога — 19,7 %, роздрібна торгівля — 18,0 %, мистецтво, розваги та відпочинок — 15,0 %.